# Моннікендам
Моннікендам (нід. Monnickendam, нід. вимова: [ˌmɔnɪkənˈdɑm]) — місто в нідерландській провінції Північна Голландія. Входить до муніципалітету Ватерланд. Його населення станом на 2012 рік складало 9 915 осіб.
До 1991 року мало статус окремого муніципалітету.

## Галерея

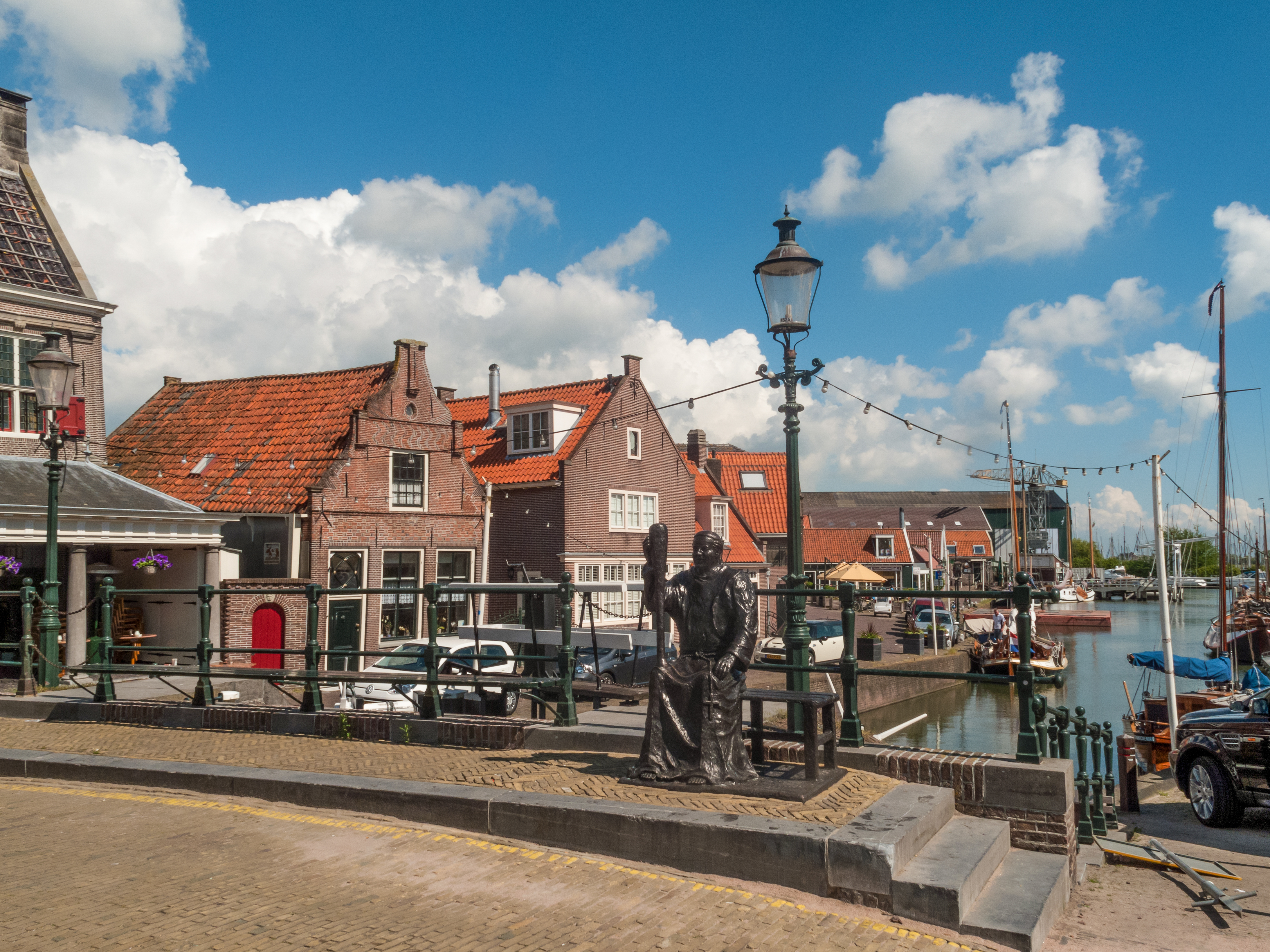
Статуя монаха на мосту
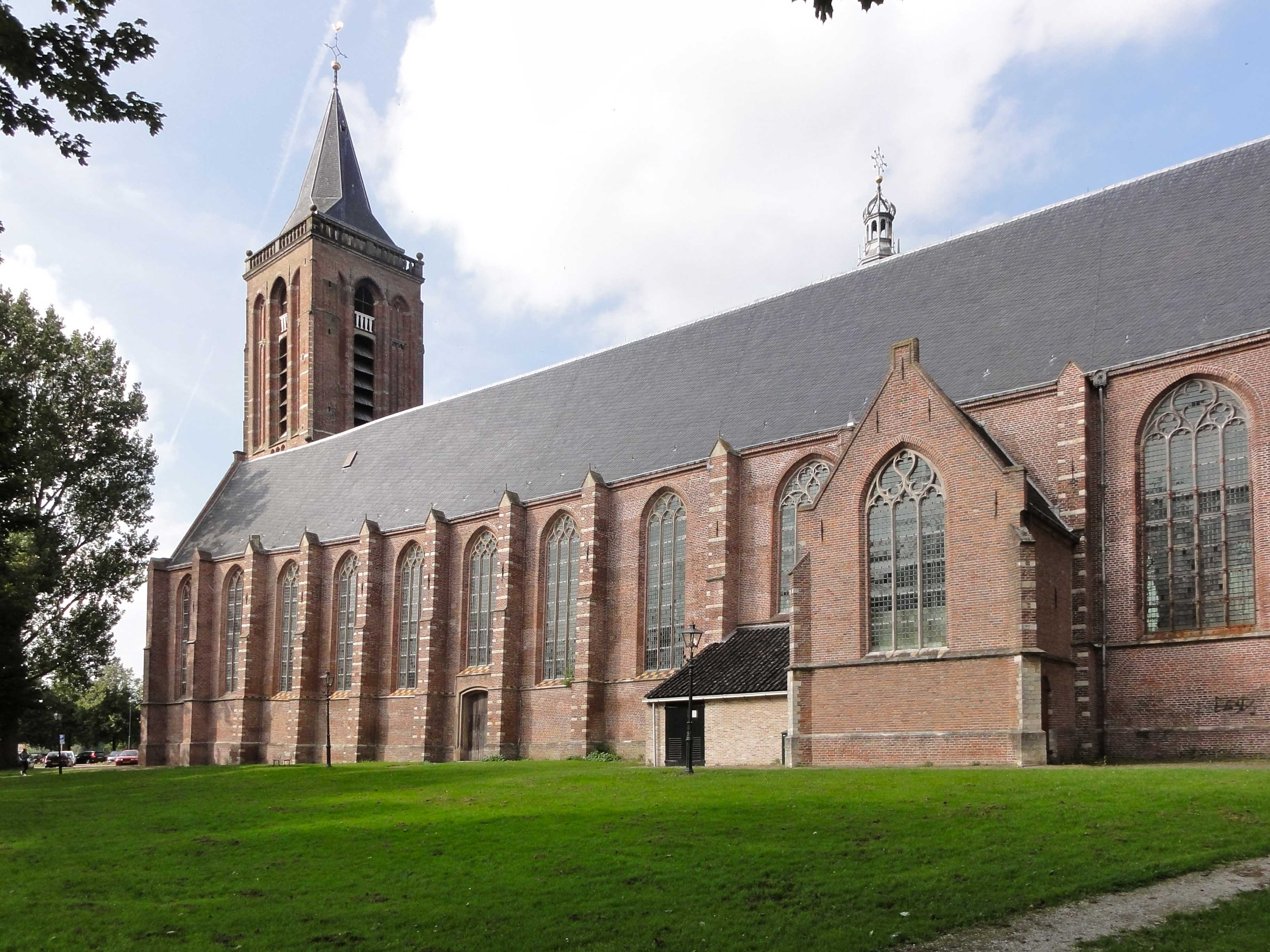
Церква святого Ніколаса
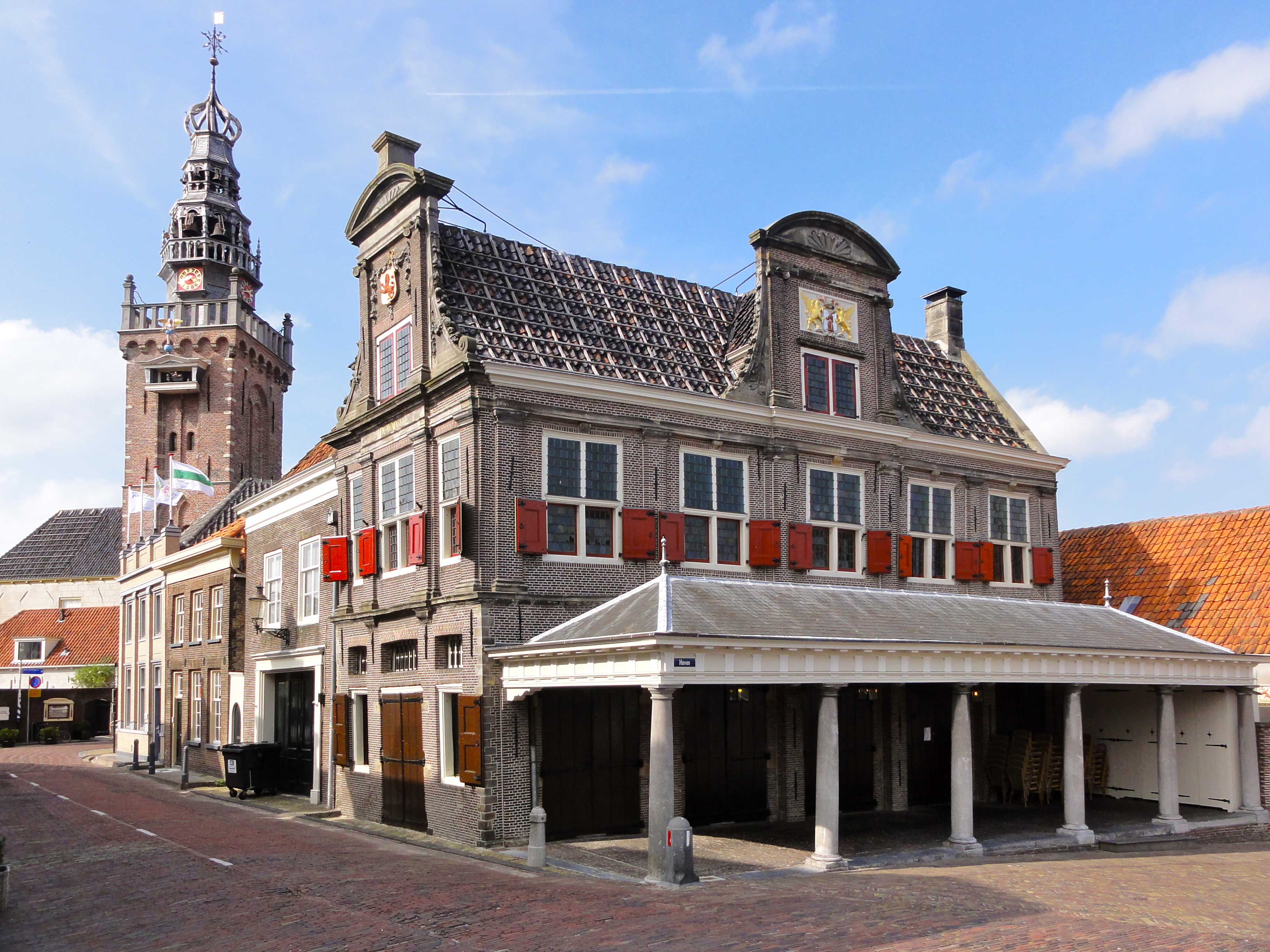
Міська архітектура
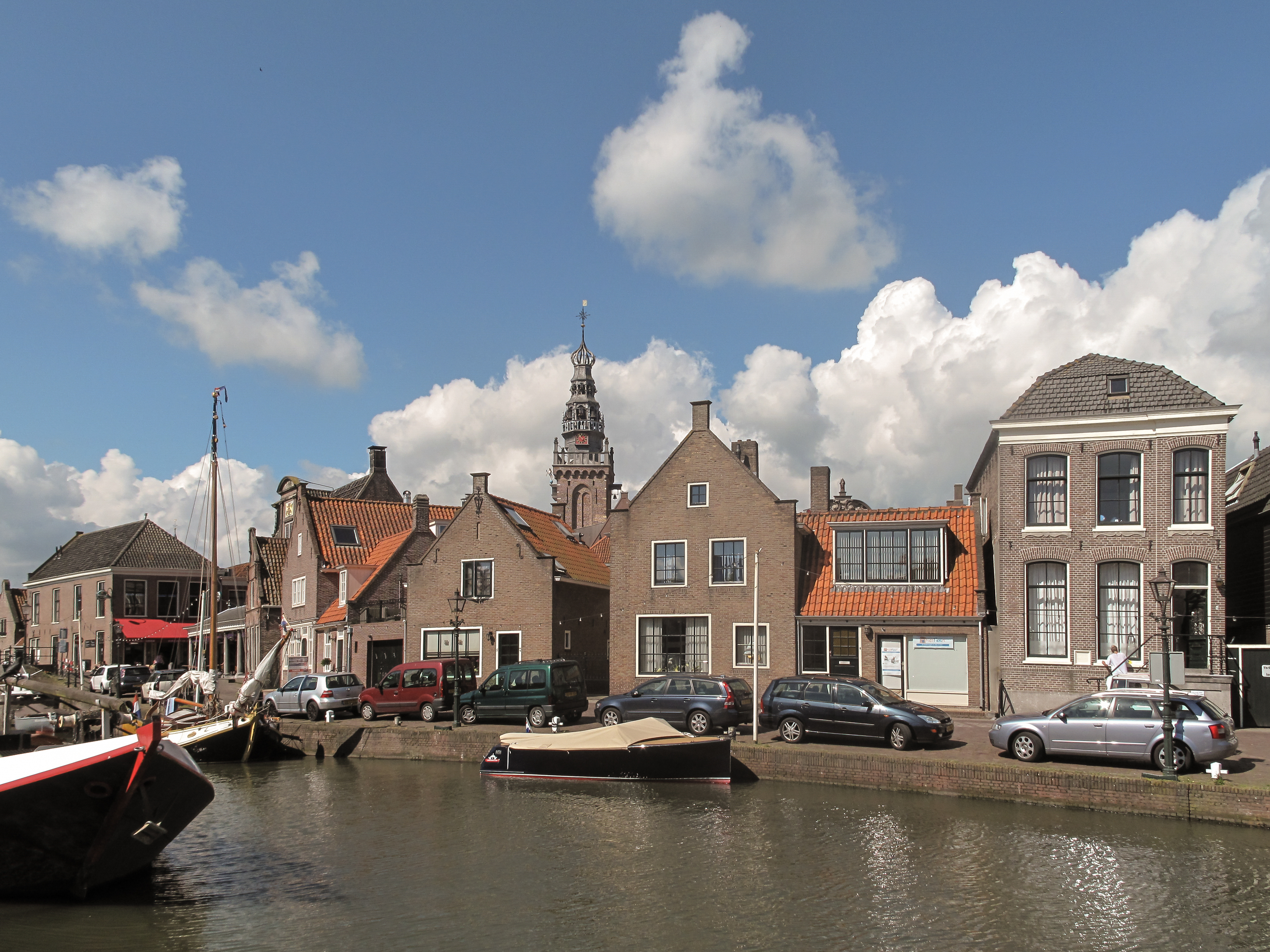
Вид на порт
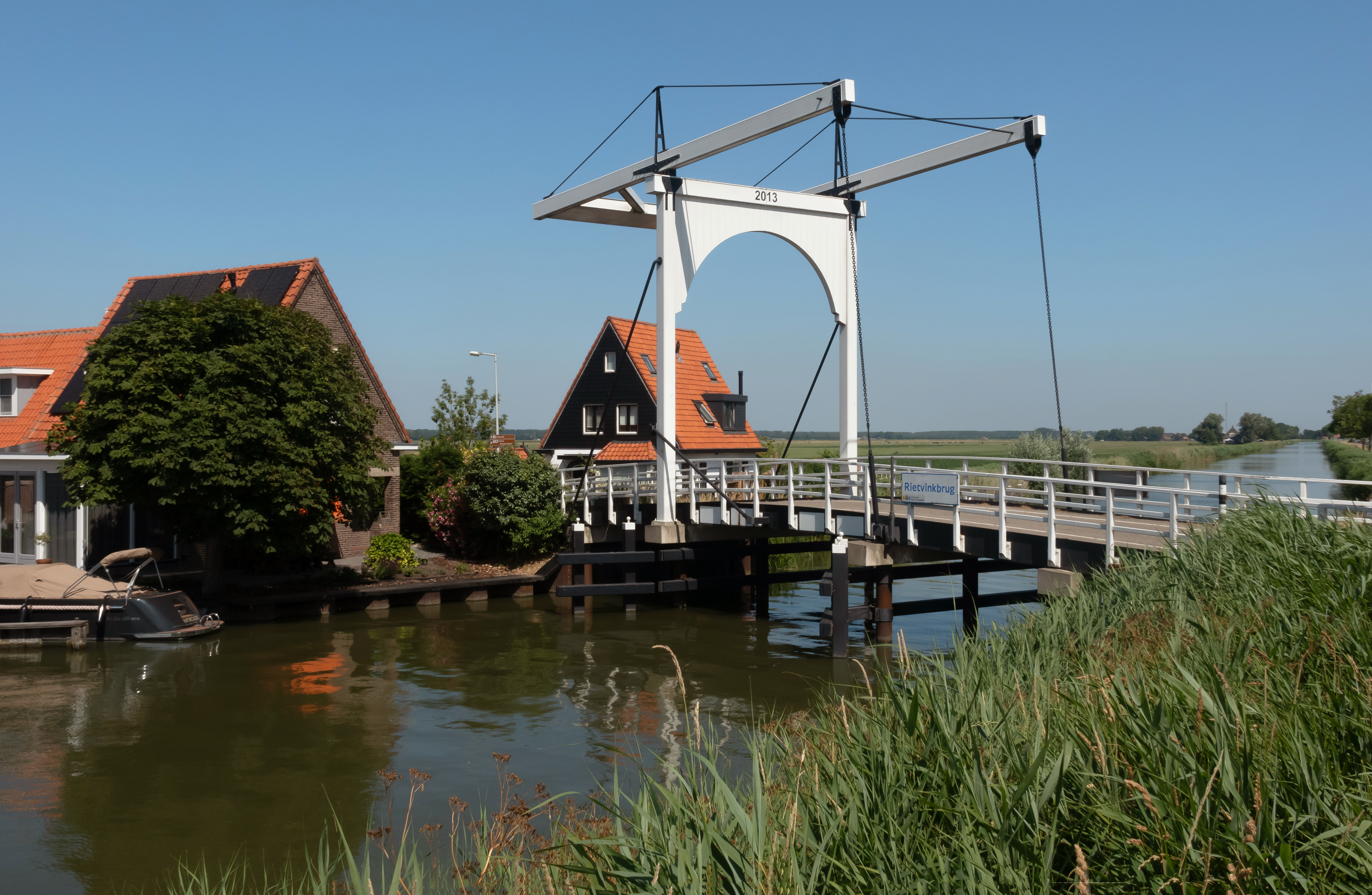
Розвідний міст